# Peter Oosterhuis
 (août 2013).
Si vous disposez d'ouvrages ou d'articles de référence ou si vous connaissez des sites web de qualité traitant du thème abordé ici, merci de compléter l'article en donnant les références utiles à sa vérifiabilité et en les liant à la section « Notes et références ».
Peter Oosterhuis, né le 3 mai 1948 à Lambeth (Angleterre) et mort le 2 mai 2024, est un golfeur britannique.

## Biographie
Après une carrière amateur qui le voit représenter le Royaume-Uni en Walker Cup en 1967 puis lors du Eisenhower Trophy, Peter Oosterhuis passe professionnel. Pour sa première saison sur le circuit européen, il est nommé rookie de l'année 1969. Il remporte à quatre reprises le classement de l'Ordre du Mérite européen, de 1971 à 1974. Durant cette période, il termine à deux reprises en tête du classement des gains en 1972 et 1974, les deux classements n'étant pas liés à l'époque : le vainqueur du classement de l'ordre du Mérite européen était alors déterminé par un système de points.
Il rejoint ensuite, en 1975, le circuit américain du PGA Tour où sa seule victoire se situe en 1981 lors du Canadian Open.
En compétition par équipe, il représente à six reprises les couleurs du Royaume-Uni et de l'Irlande en Ryder Cup.